# Barnett Newman
Barnett Newman (n. 29 ianuarie 1905, New York City, New York, SUA – d. 4 iulie 1970, New York City, New York, SUA) a fost un pictor american de origine evreiască. Newman este văzut ca una dintre figurile majore în expresionismul abstract și unul dintre cei mai importanți pictori de câmpuri de culoare.